# Neckar-Open

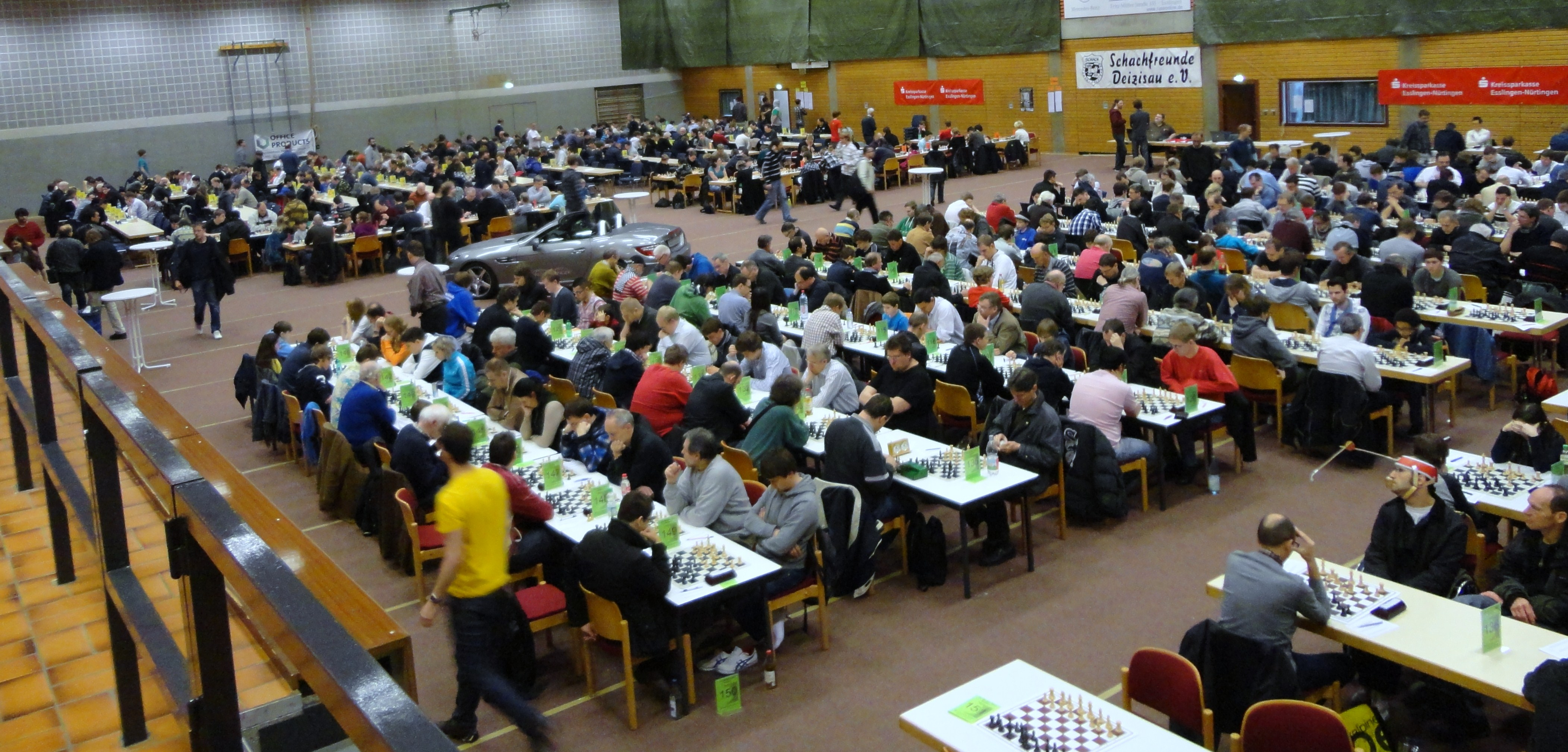
Neckar-Open 2012

Neckar-Open – cykliczny otwarty turniej szachowy, organizowany corocznie od 1997 r. w niemieckim mieście Deizisau. Turniej rozgrywany jest na dystansie 9 rund systemem szwajcarskim z udziałem wielu znanych arcymistrzów. Wśród zwycięzców znajduje się m.in. mistrz świata FIDE z lat 2004–2005, Rustam Kasimdżanow.

## Zwycięzcy dotychczasowych turniejów
uwaga: kolejność zawodników w poszczególnych latach podana jest zgodnie z punktacją dodatkową

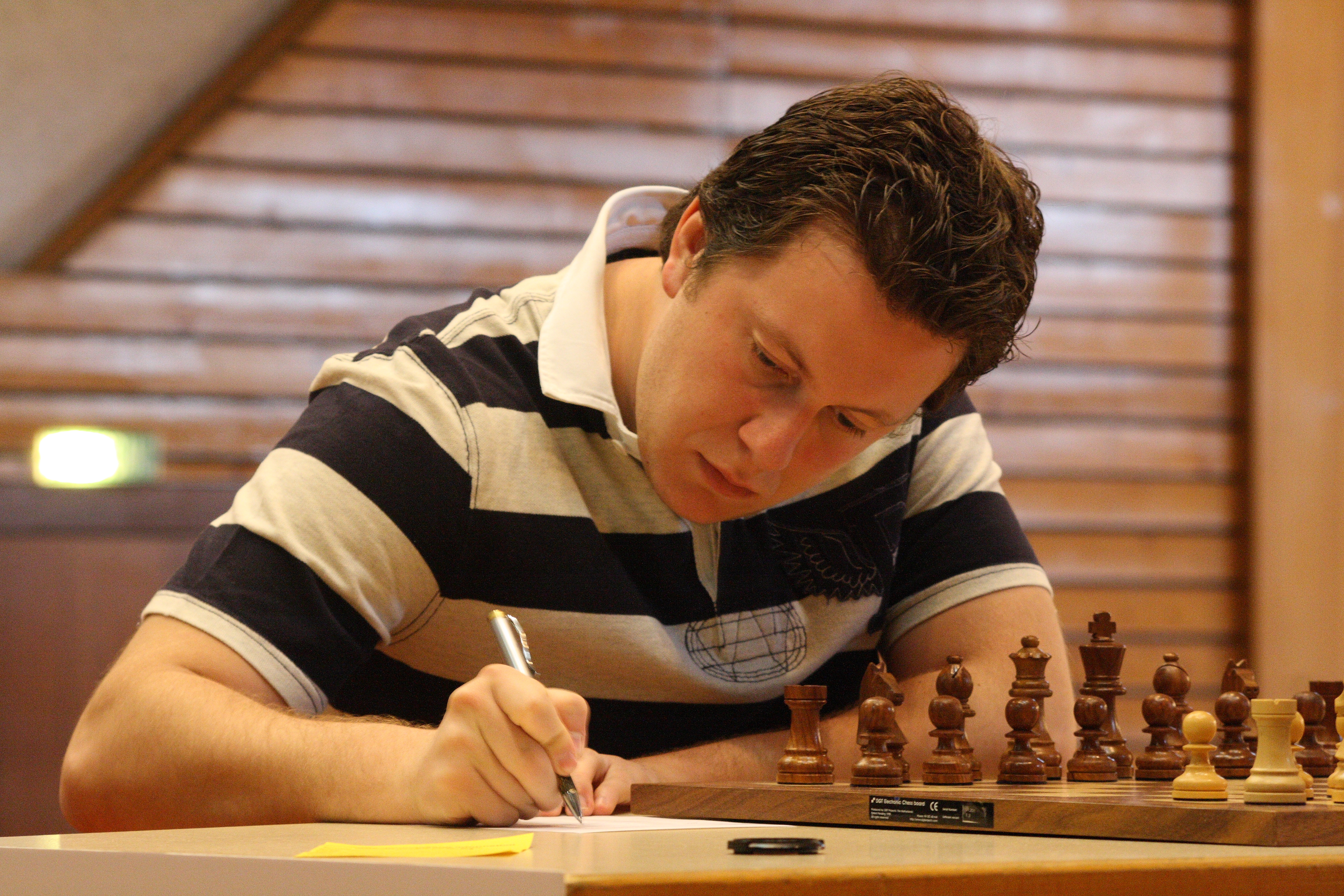
Arkadij Naiditsch w 2011 r. uzyskał 94,4% możliwych do zdobycia punktów i pod tym względem jest rekordzistą turniejów Neckar-Open.

| Lp | Rok  | Zwycięzcy | Punkty |
| -- | ---- | --- | ------ |
| 1  | 1997 | Michaił Gołubiew, Micheil Kekelidze | 7½     |
| 2  | 1998 | Michaił Iwanow | 7½     |
| 3  | 1999 | Erik van den Doel | 7½     |
| 4  | 2000 | Bu Xiangzhi | 7      |
| 5  | 2001 | Konstantin Landa, Ľubomír Ftáčnik | 7½     |
| 6  | 2002 | Władimir Jepiszyn, Jan Gustafsson, Eckhard Schmittdiel Kaido Külaots, Lewon Aronjan, Rustem Dautow Iván Faragó, Michaił Iwanow, Tomáš Polák, Witalij Kunin | 7      |
| 7  | 2003 | David Baramidze | 7½     |
| 8  | 2004 | Rustam Kasimdżanow, Roland Schmaltz, Pawło Eljanow | 7½     |
| 9  | 2005 | Michaił Gurewicz, Robert Kempiński, Christoph Renner | 7½     |
| 10 | 2006 | Duško Pavasovič, Dariusz Szoen, Jop Delemarre | 7½     |
| 11 | 2007 | Bu Xiangzhi, Radosław Jedynak, Slavko Cicak, Marie Sebag                                                                                                   | 7½     |
| 12 | 2008 | Falko Bindrich | 7½     |
| 13 | 2009 | Fernando Peralta, Arkadij Naiditsch, Axel Bachmann Schiavo                                                                                                 | 7½     |
| 14 | 2010 | Pablo Lafuente, Markus Lammers, David Miedema | 7½     |
| 15 | 2011 | Arkadij Naiditsch | 8½     |
| 16 | 2012 | Andrei Istrăţescu, Konstantin Szanawa | 7½     |